# Mrówkojadowate
Mrówkojadowate, mrówkojady (Myrmecophagidae) – rodzina ssaków łożyskowych z podrzędu giętkojęzykowych w rzędzie włochaczy. Obejmuje trzy gatunki – mrówkojada wielkiego, tamanduę północną i południową. Wykazują liczne przystosowania do żerowania na gniazdach owadów społecznych oraz charakteryzują się specyficzną budową kręgosłupa, umożliwiającą stawanie na tylnych kończynach. Mrówkojad wielki żyje na ziemi, tamanduy prowadzą częściowo nadrzewny tryb życia, wszystkie trzy żyją samotnie, kontakty społeczne ograniczając do rozrodu. Po ciąży rodzi się zwykle jedno młode, nad którym opiekę sprawuje matka. Mrówkojad wielki jest narażony na wyginięcie.

## Budowa

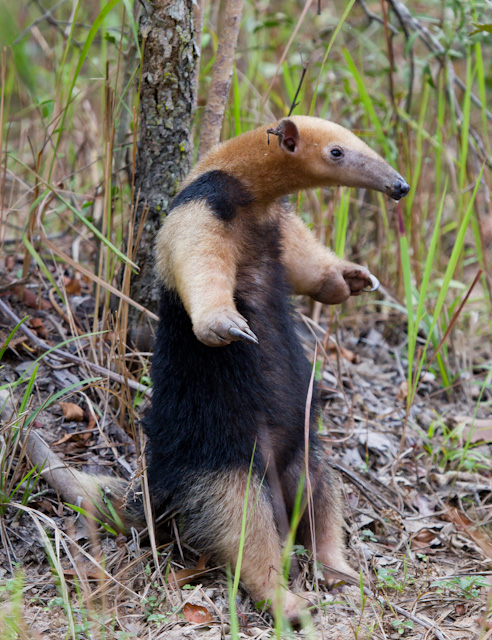
Dzięki specjalnej budowie kręgosłupa mrówkojadowate, jak ta tamandua południowa, mogą stawać na tylnych łapach

Największy z giętkojęzykowych, mrówkojad wielki, wedle Gliwicz i Błaszaka może mieć do metra długości. Bertassoni podaje długość głowy ciała od 1 do 1,4 m, do czego dochodzi długi ogon mierzący 0,6–0,9 m. Oba gatunki tamanduy osiągają połowę długości swego większego krewniaka. Długość głowy i tułowia tamanduy północnej wynosi około 56 cm, ogon mierzy od 40 do 67,5 cm. Tamandua południowa osiąga 47–77 cm długości głowy i tułowia. Mrówkojad wielki waży od 22 do 45 kg, tamandua północna od 3 do 6 kg. Tamandua południowa waży od 3,5 do 8,4 kg.
Dymorfizm płciowy nie występuje, a płeć jest trudna do stwierdzenia.
Ciało pokrywa gęste futro, od którego bierze się nazwa rzędu włochaczy (Pilosa). Pomimo istotnych różnic osobniczych widać pewne stałe w obrębie gatunku wzorce. U mrówkojada wielkiego przybiera jaśniejszy bądź ciemniejszy odcień szarości. Od podgardla do grzbietu biegnie ciemny łuk, okolony jaśniejszym obramowaniem. Kończyny przednie są jaśniejsze od tylnych, w okolicy nadgarstka może występować ciemna pręga, nie zawsze jednak obecna, ciemna plama może też być obecna na łokciu. Tamanduy ubarwione są jasno z czarną kamizelką, która również nie zawsze występuje.
W budowie mrówkojadowatych zaznaczają się silnie przystosowania do mrówkożerności. Podobne adaptacje wyewoluowały niezależnie u innych, niespokrewnionych bliżej z mrówkojadowatymi ssaków, które łączy z nimi podobny sposób odżywiania się. Wymienić wśród nich można mrówkożera, kolczatkę, pangoliny, mrównika.
Mrówkojadowate mają niewielkie oczy i słaby wzrok, co może dziwić, jako że mrówkojad wielki zdaje się znakować pazurami drzewa w swym areale. Uszy, również małe, są zaokrąglone. Zwierzęta te mają słaby słuch. Najlepiej rozwinięty jest zmysł węchu, którym zwierzęta te posługują się, wyszukując zdobycz. Oszacowano, że węch mrówkojada wielkiego jest 40 razy bardziej czuły od ludzkiego.
Charakterystyczną cechę mrówkojadowatych stanowi wydłużony pysk, u mrówkojada wielkiego mierzący około 30 cm, zakończony niewielkim, okrągłym, u tamanduy porównywanym do przekroju ołówka otworem gębowym. Obie połówki żuchwy nie zrastają się ze sobą. Zęby nie występują. Pysk mieści w środku bardzo długi, wężowaty język, mierzący u mrówkojada wielkiego 60 cm, a u tamanduy 40 cm. Jest on przytwierdzony do wyrostka mieczykowatego. Buduje go głównie mięsień rylcowo-językowy, a pokrywają brodawki nitkowate. Może opuszczać jamę ustną na długość równą długości pyska i penetrować szczeliny mrowiska czy termitiery. Pokrywa go lepka ślina produkowana przez ślinianki podszczękowe i przyuszne. Język bardzo szybko wysuwa się z paszczy i ponownie do niej wraca z przyklejonymi do niego owadami, na minutę może wykonać taki cykl 160 razy. Zmianie uległo też umięśnienie tej okolicy ciała. Mięsień rylcowo-gnykowy zanikł, podczas gdy mięsień rylcowo-gardłowy rozwinął się. Mrówkojadowate nie przeżuwają zdobyczy, raczej połykają owady, które później rozkłada żołądek o silnie umięśnionym odźwierniku.
Mrówkojadowate cechują się specyficzną budową klatki piersiowej z poszerzonymi żebrami i wąskimi przestrzeniami międzyżebrowymi. Cechą charakterystyczną szczerbaków, od której wywiedziono ich nazwę naukową Xenarthra oznaczającą dziwne stawy, są dodatkowe połączenia stawowe dystalnych kręgów piersiowych i kręgów lędźwiowych, zaopatrzonych w dodatkowe stawy określane jako xenarthrales. Oba te przystosowania zapewniają większą stabilność kręgosłupa zwłaszcza podczas stawania na tylnych łapach. Inną adaptacją tych zwierząt jest połączenie kości kulszowej z kręgami ogonowymi.
Kończyny przednie również przystosowały się do mrówkożerności. Kończą się one potężnymi pazurami, dobrze przystosowanymi do rozkopywania gniazd owadów społecznych, a w razie potrzeby mogącymi też służyć jako broń. Z drugiej strony tak rozwinięte pazury nie ułatwiają poruszania się. Podczas chodu uniemożliwiają one kontakt całej dłoni z podłożem. Mrówkojad wielki chodzi na kłykciach, podczas chodu podwijając pazury do wewnątrz, mniej naziemna tamandua porusza się na bocznych powierzchniach dłoni.

## Systematyka
Pierwsze opisy gatunków zaliczanych dziś do mrówkojadowatych pojawiły się już u Linneusza. W 1758 opisał on mrówkojada wielkiego pod obecnie używaną nazwą. Jako miejsce typowe podał in America meridionali ("w Ameryce Południowej), co zostało potem ograniczone do Pernambuco w Brazylii przez Thomasa w 1901. W utworzonym rodzaju Myrmecophaga Linneusz umieścił również Myrmecophaga tetradactyla, później przeniesioną do rodzaju tamandua (dziś tamandua południowa). Mrówkojadowate pojawiają się w publikacji Graya z 1825. Wymienia on je pod nazwą Myrmecophagina zaliczanych do rodziny Dasypidae obejmującej też dzisiejsze pancernikowce, ale i dziobaka. Do grupy też autor zaliczał takie rodzaje, jak Myrmecophagus, Cyclothurus, Tamandua. Stał on się wobec tego kreatorem ostatniego z wymienionych rodzajów. W 1860 Saussure opisał z "Tabasco" w Meksyku formę Myrmecophaga tamandua var. mecicana, którą w 1975 Wetzel uznał za gatunek Tamandua mexicana, zwany po polsku tamanduą północną.
Mrówkojadowate w przeszłości zaliczane były do rzędu Edentata, grupującego ssaki pozbawione zębów. Obejmował on także łuskowce i mrównika. Rozwój wiedzy zrewidował pogląd o bliskim pokrewieństwie tych trzech grup ssaków. Mrównika przeniesiono do odrębnego rzędu słupozębnych, łuskowce zaś podniesiono do rangi osobnego rzędu. Mrówkojady tworzą zaś wraz z leniwcami i pancernikami grupę szczerbaków, Xenarthra, nazwanych tak od nietypowych połączeń stawowych w kręgosłupie. Szczerbaki, uznawane przez część badaczy za jedną z bardziej bazalnych grup ssaków łożyskowych, rozwinęły się w Ameryce Południowej, zanim kontynent ten połączył się przesmykiem z Ameryką Północną. Po wymieraniu kredowym przeszły radiację, dzieląc się na kilka grup. Dwie najważniejsze grupy to pancernikowce, obejmująca pancernikowate i Chlamyphoridae, oraz włochacze, Pilosa, nazwane tak z powodu bujnego futra. Włochacze dzielą się dalej na dwie odrębne grupy w randze podrzędów. Jednym z nich są liściożery, obejmujące leniwce, drugą giętkojęzykowe, czyli Vermilingua, co oznacza dosłownie robakojęzykowe. W grupie tej, powstałej przed około 38 milionami lat, w przeszłości wyróżniano tylko pojedynczą rodzinę mrówkojadowatych, jednakże kolejne badania wskazały odrębność rodzaju mrówkojadek, który wydzielono do odrębnej rodziny mrówkojadkowatych.
Do rodziny należą następujące występujące współcześnie rodzaje:
- Myrmecophaga Linnaeus, 1758 – mrówkojad – jedynym żyjącym współcześnie przedstawicielem jest Myrmecophaga tridactyla Linnaeus, 1758 – mrówkojad wielki,
- Tamandua J.E. Gray, 1825 – tamandua[17], dwa gatunki[20].

Opisano też kilka rodzajów wymarłych:
- Adiastaltus Ameghino, 1893[27]
- Anathitus Ameghino, 1893[28] – jednym przedstawicielem był Anathitus revelator Ameghino, 1893
- Neotamandua Rovereto, 1914[29]
- Plagiocoelus Ameghino, 1894[30] – jednym przedstawicielem był Plagiocoelus obliquus Ameghino, 1894
- Protamandua Ameghino, 1904[31] – jednym przedstawicielem był Protamandua rothi Ameghino, 1904

Linie prowadzące do współczesnych rodzajów mrówkojad i tamandua rozdzieliły się około 13 milionów lat temu. Oba gatunki tamanduy są ze sobą blisko spokrewnione, różnią się nieznacznie i pojawiają się nawet poglądy sprzeciwiające się traktowaniu ich w randze odrębnych gatunków.
Zapis kopalny mrówkojadowatych nie należy do bogatych. W skałach miocenu odnaleziono pozostałości rodzaju Protamandua, dość pierwotnego, a także kolumbijską Neotamandua, która wbrew nazwie okazała się być bliższym krewnym mrówkojada. Natomiast pozycja systematyczna rodzaju Eurotamandua stwarza problem, jako że podobieństwo do mrówkojadowatych wynikać może nie z pokrewieństwa, a z konwergencji.
Analiza filogenetyczna autorstwa Gaudin i Branham z 1988 zaowocowała następującym kladogramem:
|  | Tamandua                                                     |
|  |                                                              |
|  | \| \| Neotamandua \| \| \| \| \| \| Myrmecophaga \| \| \| \| |
|  |                                                              |
|  | Neotamandua                                                  |
|  |                                                              |
|  | Myrmecophaga                                                 |
|  |                                                              |

|  | Neotamandua  |
|  |              |
|  | Myrmecophaga |
|  |              |

|  | Tamandua                                                     |
|  |                                                              |
|  | \| \| Neotamandua \| \| \| \| \| \| Myrmecophaga \| \| \| \| |
|  |                                                              |
|  | Neotamandua                                                  |
|  |                                                              |
|  | Myrmecophaga                                                 |
|  |                                                              |

|  | Neotamandua  |
|  |              |
|  | Myrmecophaga |
|  |              |

|  | Tamandua                                                     |
|  |                                                              |
|  | \| \| Neotamandua \| \| \| \| \| \| Myrmecophaga \| \| \| \| |
|  |                                                              |
|  | Neotamandua                                                  |
|  |                                                              |
|  | Myrmecophaga                                                 |
|  |                                                              |

|  | Neotamandua  |
|  |              |
|  | Myrmecophaga |
|  |              |

|  | Tamandua                                                     |
|  |                                                              |
|  | \| \| Neotamandua \| \| \| \| \| \| Myrmecophaga \| \| \| \| |
|  |                                                              |
|  | Neotamandua                                                  |
|  |                                                              |
|  | Myrmecophaga                                                 |
|  |                                                              |

|  | Neotamandua  |
|  |              |
|  | Myrmecophaga |
|  |              |

|  | Tamandua                                                     |
|  |                                                              |
|  | \| \| Neotamandua \| \| \| \| \| \| Myrmecophaga \| \| \| \| |
|  |                                                              |
|  | Neotamandua                                                  |
|  |                                                              |
|  | Myrmecophaga                                                 |
|  |                                                              |

|  | Neotamandua  |
|  |              |
|  | Myrmecophaga |
|  |              |

|  | Tamandua                                                     |
|  |                                                              |
|  | \| \| Neotamandua \| \| \| \| \| \| Myrmecophaga \| \| \| \| |
|  |                                                              |
|  | Neotamandua                                                  |
|  |                                                              |
|  | Myrmecophaga                                                 |
|  |                                                              |

|  | Neotamandua  |
|  |              |
|  | Myrmecophaga |
|  |              |

|  | Tamandua                                                     |
|  |                                                              |
|  | \| \| Neotamandua \| \| \| \| \| \| Myrmecophaga \| \| \| \| |
|  |                                                              |
|  | Neotamandua                                                  |
|  |                                                              |
|  | Myrmecophaga                                                 |
|  |                                                              |

|  | Neotamandua  |
|  |              |
|  | Myrmecophaga |
|  |              |

|  | Tamandua                                                     |
|  |                                                              |
|  | \| \| Neotamandua \| \| \| \| \| \| Myrmecophaga \| \| \| \| |
|  |                                                              |
|  | Neotamandua                                                  |
|  |                                                              |
|  | Myrmecophaga                                                 |
|  |                                                              |

|  | Neotamandua  |
|  |              |
|  | Myrmecophaga |
|  |              |

Późniejsze badania Casali et al. uwzględniające zarówno cechy molekularne, jak i anatomiczne, zaowocowały następującym podobnym kladogramem (uproszczono):
|  | Dasypus    |
|  |            |
|  | Euphractus |
|  |            |

|  | Bradypus  |
|  |           |
|  | Choloepus |
|  |           |

|  | Palaeomyrmidon                                                                              |
|  |                                                                                             |
|  | \| \| Cyclopes rufus \| \| \| \| \| \| Cyclopes didactylus, Cyclopes xinguensis \| \| \| \| |
|  |                                                                                             |
|  | Cyclopes rufus                                                                              |
|  |                                                                                             |
|  | Cyclopes didactylus, Cyclopes xinguensis                                                    |
|  |                                                                                             |

|  | Cyclopes rufus                           |
|  |                                          |
|  | Cyclopes didactylus, Cyclopes xinguensis |
|  |                                          |

|  | Protamandua |
|  | |
|  | \| \| Tamandua mexicana, Tamandua tetradactyla \| \| \| \| \| \| Neotamandua, Myrmecophaga tridactyla \| \| \| \| |
|  | |
|  | Tamandua mexicana, Tamandua tetradactyla                                                                          |
|  | |
|  | Neotamandua, Myrmecophaga tridactyla                                                                              |
|  | |

|  | Tamandua mexicana, Tamandua tetradactyla |
|  |                                          |
|  | Neotamandua, Myrmecophaga tridactyla     |
|  |                                          |

|  | Palaeomyrmidon                                                                              |
|  |                                                                                             |
|  | \| \| Cyclopes rufus \| \| \| \| \| \| Cyclopes didactylus, Cyclopes xinguensis \| \| \| \| |
|  |                                                                                             |
|  | Cyclopes rufus                                                                              |
|  |                                                                                             |
|  | Cyclopes didactylus, Cyclopes xinguensis                                                    |
|  |                                                                                             |

|  | Cyclopes rufus                           |
|  |                                          |
|  | Cyclopes didactylus, Cyclopes xinguensis |
|  |                                          |

|  | Protamandua |
|  | |
|  | \| \| Tamandua mexicana, Tamandua tetradactyla \| \| \| \| \| \| Neotamandua, Myrmecophaga tridactyla \| \| \| \| |
|  | |
|  | Tamandua mexicana, Tamandua tetradactyla                                                                          |
|  | |
|  | Neotamandua, Myrmecophaga tridactyla                                                                              |
|  | |

|  | Tamandua mexicana, Tamandua tetradactyla |
|  |                                          |
|  | Neotamandua, Myrmecophaga tridactyla     |
|  |                                          |

|  | Bradypus  |
|  |           |
|  | Choloepus |
|  |           |

|  | Palaeomyrmidon                                                                              |
|  |                                                                                             |
|  | \| \| Cyclopes rufus \| \| \| \| \| \| Cyclopes didactylus, Cyclopes xinguensis \| \| \| \| |
|  |                                                                                             |
|  | Cyclopes rufus                                                                              |
|  |                                                                                             |
|  | Cyclopes didactylus, Cyclopes xinguensis                                                    |
|  |                                                                                             |

|  | Cyclopes rufus                           |
|  |                                          |
|  | Cyclopes didactylus, Cyclopes xinguensis |
|  |                                          |

|  | Protamandua |
|  | |
|  | \| \| Tamandua mexicana, Tamandua tetradactyla \| \| \| \| \| \| Neotamandua, Myrmecophaga tridactyla \| \| \| \| |
|  | |
|  | Tamandua mexicana, Tamandua tetradactyla                                                                          |
|  | |
|  | Neotamandua, Myrmecophaga tridactyla                                                                              |
|  | |

|  | Tamandua mexicana, Tamandua tetradactyla |
|  |                                          |
|  | Neotamandua, Myrmecophaga tridactyla     |
|  |                                          |

|  | Palaeomyrmidon                                                                              |
|  |                                                                                             |
|  | \| \| Cyclopes rufus \| \| \| \| \| \| Cyclopes didactylus, Cyclopes xinguensis \| \| \| \| |
|  |                                                                                             |
|  | Cyclopes rufus                                                                              |
|  |                                                                                             |
|  | Cyclopes didactylus, Cyclopes xinguensis                                                    |
|  |                                                                                             |

|  | Cyclopes rufus                           |
|  |                                          |
|  | Cyclopes didactylus, Cyclopes xinguensis |
|  |                                          |

|  | Protamandua |
|  | |
|  | \| \| Tamandua mexicana, Tamandua tetradactyla \| \| \| \| \| \| Neotamandua, Myrmecophaga tridactyla \| \| \| \| |
|  | |
|  | Tamandua mexicana, Tamandua tetradactyla                                                                          |
|  | |
|  | Neotamandua, Myrmecophaga tridactyla                                                                              |
|  | |

|  | Tamandua mexicana, Tamandua tetradactyla |
|  |                                          |
|  | Neotamandua, Myrmecophaga tridactyla     |
|  |                                          |

## Tryb życia
Mrówkojadowate wiodą samotny tryb życia. Przez większość czasu nie nawiązują relacji społecznych. Komunikują się głównie poprzez zapach, wyraźny zwłaszcza u tamanduy, jako że wzrok czy słuch mają słaby. W ogóle wydają z siebie mało dźwięków. Samica chętna do rozrodu pojękuje, samiec niekiedy ryczy na konkurenta bądź wydaje z siebie dźwięk harrrr. Zajmuje areał w przypadku mrówkojada wielkiego 20 razy większy, niż zajmowany przez tamanduę. Może on wynosić od niecałego 1 do 25 km². Tamandua północna zajmuje teren od 0,25 do 0,65 km², tamandua południowa zaś od 0,59 do 3,7 km². Nie można wykluczyć, że różnice w danych wynikają z odmiennej metodologii prowadzenia badań. Areał danego osobnika zazębia się z areałami jego sąsiadów.

## Cykl życiowy
Rozród mrówkojadowatych nie został dobrze poznany, a większość informacji pochodzi z niewoli.
Większość spotkań tych samotnych ssaków ma związek z rozrodem. Konkurujące o wybrankę samce przybierają groźne postawy, dotykają się dłońmi, okrążają, porykują bądź charczą na siebie długo. Dalej krążą wokół siebie z uniesionymi ogonami. Może dojść do agresji fizycznej, kiedy po około minucie wzajemnych okrążeń samiec postanawia użyć pazurów przednich łap i macha nim do przodu i w dół, w kierunku twarzy rywala. Eskalacja taka trwa jednak zaledwie kilka sekund. Pokonany samiec ucieka, zwycięzca niekiedy goni go przez ok. 100 m. Podobnie samica może bronić się przed niechcianym samcem.
Samiec ma niewielkie prącie o niewielkim ujściu, pozbawione przynajmniej u tamanduy południowej żołędzi, ulokowane niedaleko odbytu, dwa jądra leżą w jamie miednicy. Samica ma macicę o prostej budowie przechodzącą w jeszcze prostszą gruszkowatą pochwę, a właściwie kanał maciczno-pochwowy. Występuje cykl miesięczny trwający od sześciu (tamandua południowa) do siedmiu tygodni (mrówkojad wielki). U płodnej samicy może pojawić się wydzielina w pochwie.
Chętna do przyjęcia samca samica, nie walczy z nim. Zalotnik dotyka jej, okrąża, wącha. Niekiedy stykają się pyskami. Samica mrówkojada wielkiego kładzie się na boku, a samiec kładzie się obok niej i w tej pozycji płodzą potomka. Tamanduy kopulują w pozycji grzbietowo-brzusznej. Spółkowanie może trwać poniżej minuty bądź też aż 20 minut. Zdarza się, że samiec po kilku minut powtórnie odbywa z samicą stosunek.
Ciąża trwa od 4 do 6 miesięcy. Następnie samca rodzi u mrówkojada wielkiego pojedyncze młode, u tamanduy niekiedy zdarzają się bliźnięta. Tamanduy potrafią zajść w ciąże dwa razy w roku, podczas gdy samica mrówkojada wielkiego rodzi jedno młode co dwa lata. Następnie matka opiekuje się młodym. Mimo że niedługo po porodzie samica mrówkojada wielkiego odzyskuje płodność, nie dopuszcza do siebie samców i odpędza je, dopóki sprawuje opiekę nad potomkiem. Matka nie tylko karmi go mlekiem pary sutków ulokowanych piersiowo (tamandua) lub brzusznie (mrówkojad wielki), które przez pierwsze 3 miesiące życia stanowi jego jedyny pokarm. Także liże go, czyści futro, bawi się z nim. Przemieszczając się, przenosi młodego na grzbiecie. Mrówkojad wielki stawia pierwsze kroki w wieku 2-3 miesięcy. Opuszcza matkę w wieku 1 roku.

## Rozmieszczenie geograficzne
Występują w Ameryce Południowej i Środkowej, od Argentyny po południowy Meksyk.
Mrówkojadowate zasiedlają rozmaite siedliska. Spotyka się w lasach, w tym w lasach pierwotnych, wiecznie zielonych, galeriowych, przejściowych i tracących zimą liście. Zasiedlają też Chaco, cerrado, pantanal, sawanny. Lubią tereny z łatwą dostępnością do wody, potrafią pływać z pyskiem nad wodą i zanurzonym w niej ciałem i niekiedy zażywają kąpieli. Spotyka się również na terenach zmodyfikowanych działalnością ludzką, o ile pośród przekształconego terenu zachowają się kępy pierwotnej roślinności. W takim wypadku zwierzęta te spotykano nawet w ogrodach i na przedmieściach. Dla zwierząt tych ważna jest temperatura otoczenia. W razie zimna wygrzewają się na słońcu.

## Ekologia

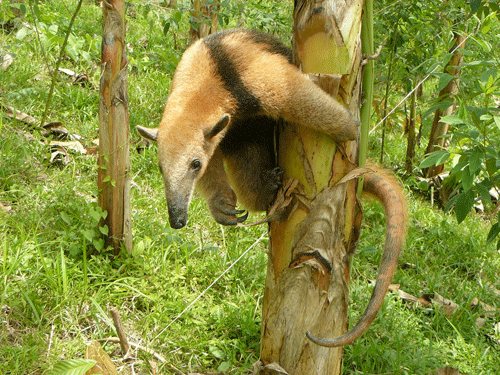
Tamandua północna świetnie wspina się po drzewach

Mrówkojadowate przystosowane są do żywienia się owadami społecznymi. Żerują w znacznym stopniu na mrówkach i termitach. Mrowiska i termitiery wyczuwają węchem. Mrówkojad wielki ze względu na swe rozmiary zazwyczaj ogranicza się do gniazd założonych na ziemi, choć potrafi się wspinać i widywano pojedyncze osobniki wchodzące na wysokie termitiery. Wchodzenie na nie idzie mu jednakże znacznie łatwiej, niż schodzenie z powrotem na ziemi. Jeden z obserwowanych osobników schodził tyłem, szukając tylnymi łapami gruntu, podczas gdy przednimi obejmował termitierę. Inny schodził głową w dół. W przypadku kopca termitów mrówkojady wielkie wspinały się na wysokość dwóch metrów. Jednak kolejne dwie obserwacje dotyczą osobników młodocianych wspinających się na drzewa nawet na wysokość 20 m. W każdym przypadku chodziło o zdobycie pokarmu. Young i inni przytaczają też opis dorosłej samicy, która, rozdzielona z młodym, przebyła, by je odzyskać, dwumetrowy mur. Problemów takich nie mają dobrze wspinające się i prowadzące częściowo bądź w znacznej mierze nadrzewny tryb życia tamanduy. Korzystają one zarówno z gniazd naziemnych, jak i nadrzewnych. Znalazłszy gniazdo, mrówkojadowate dostają się do środka za pomocą swych potężnych pazurów kończyn przednich. Przy jednym mrowisku czy termitierze spędzają niewiele czasu, zazwyczaj poniżej minuty. Z biegiem czasu pojawiają się broniący gniazda żołnierze. Mrówkojadowaty oddala się więc, poszukując kolejnego gniazda. Zazwyczaj nie wyrządza kolonii istotnych szkód, co sprawia, że może się ona odrodzić, zanim drapieżnik kolejny raz odwiedzi to samo mrowisko czy termitierę. Tamanduy odwiedzają dziennie od 50 do 80 gniazd, mrówkojad wielki również do 80. Przemierza on wedle różnych danych od ok. 1,3 do 11 km dziennie. Zjada dziennie nawet do 30 tys. owadów, podczas gdy tamandua północna 9 tys., przemierzając dziennie 1 km. Tamandua południowa dziennie przebywa od 1,3 do 3 km. Spożyte owady różnią się swą wartością. Termity zdają się być bardziej pożywne od mrówek. Ponadto wartość odżywcza zależy od stadium rozwoju bądź kasty, do której należy spożyty osobnik. Robotnice i żołnierze nie należą do najlepszego pokarmu. Znacznie więcej tłuszczu zawierają jaja, larwy i poczwarki, a z osobników dorosłych formy uskrzydlone, zdolne do rozrodu (alates). Spotykając te ostatnie, mrówkojadowate zostają przy danym gnieździe nieco dłużej, niż kiedy ich nie ma. Wśród rodzajów mrówek spożywanych przez mrówkojada wielkiego wymienia się Camponotus, Pheidole, Solenopsis, wśród termitów najczęstszy jest Nasutitermes, pomimo wyrafinowanej obrony gniazda. W jadłospisie tamanduy północnej znajdują się Azteca, Camponotus, Crematogaster, Dolichoderus, Procryptocerus z mrówek, z termitów Microcerotermes i wspominany Nasutitermes. Tamandua południowa spożywa mrówki rodzajów Acromyrmex, Aphaenogaster, Brachymyrmex, Camponotus, Cephalotes, Crematogaster, Dolichoderus, Gnaptogenys, Heteroponera, Nylanderia, Pachycondyla, Pheidole, Pseudomyrmex, Solenopsis, Trachymyrmex oraz termity Armitermes, Cornitermes, Nasutitermes, Velocitermes. Badania zawartości żołądka osobnika z Wenezueli ujawniły, że 69% zawartości stanowiły mrówki, a resztę termity, przy czym 22% były to pracownice, a pozostałe 9% żołnierze. Badanie innego osobnika wskazało na tylko 5% mrówek i resztę termitów, przy czym pracownice stanowiły 77%, a resztę żołnierze. Chitynowy pancerz ofiar nie ulega strawieniu, ale zwierzę pozbywa się go z kałem. Ponadto mrówkojadowatym zdarza się odżywiać pszczołami miodnymi, jeśli urządzą sobie gniazdo w mrowisku czy termitierze, wyjadają także miód. W niewoli tamanduy południowe zjadały jaszczurki. Tamandua północna nie gardzi też owocami palm Attalea butyracea.
Niezbyt pożywna dieta skutkuje wolnym tempem metabolizmu i niezbyt aktywnym trybem życia. Temperatura ciała tych zwierząt jest niższa od temperatury większości ssaków, u mrówkojada wielkiego wynosi od 32 do 34 °C, u tamandui waha się o 4 °C wokół 34 °C. Mrówkojad wielki aktywny jest 9 godzin na dobę, tamanduy około 7. Resztę czasu zwierzęta poświęcają na odpoczynek, mrówkojad wielki raczej na ziemi, przykrywając się ogonem jak kołdrą, tamanduy raczej w koronach drzew, gdzie są bezpieczniejsze ze względu na czyhające nań drapieżniki (jaguar, puma płowa, ocelot) z wyjątkiem harpii. Areał zasiedlany przez tamanduę zawiera kilkadziesiąt kryjówek, z których dziennie zwierzę wykorzystuje dwie. W cerrado tamanduy również mogą odpoczywać na ziemi, a raczej pod nią, wykorzystując jamy wykopane przez Chlamyphoridae, na przykład przez zębolitę olbrzymią czy puklerznika sześciopaskowego. W jamach tej pierwszej zamieszkują również mrówkojady wielkie. Mogą one też spać na piasku, bądź na trawie, czy też w gąszczu roślin. Niekiedy przykrywają się ogonem, niekiedy wygrzewają na słońcu.
Do głównych drapieżników polujących na mrówkojadowate należą jaguar amerykański, puma płowa, człowiek rozumny, a z ptaków harpia.

## Hodowla
Utrzymanie w niewoli mrówkojadowatych jest bardzo ciężkie. Główne wyzwanie stanowi dostarczenie im odpowiedniego pokarmu. W związku z brakiem możliwości dostarczenia im w odpowiedniej liczbie mrówek i termitów stosuje się rozmaity pokarm zastępczy, podawany zwykle w formie zmiksowanej, jak wołowina, pokarm dla kotów, jaja, jogurty. Niestety zazwyczaj prowadzi od do problemów zdrowotnych nieprzystosowanego do takiej diety zwierzęcia, cierpiącego często na biegunki, niedobory witamin bądź hiperwitaminozy, rzadziej na zatwardzenie, obłożenie języka, a nawet kardiomiopatię.

## Zagrożenia i ochrona
Populacjom mrówkojada wielkiego grozi małe zróżnicowanie i chów wsobny. Niekiedy bywają zabijane właściwie bez powodu, kiedy indziej z uwagi na konflikty z psami. Na tamanduy się poluje i je zjada, aczkolwiek mięso ma opinię niezbyt smacznego i twardego. Stosuje się je natomiast w medycynie ludowej i obrzędach religijnych. Zwierzętom tym zagraża też ruch drogowy.
Mrówkojad wielki ma status gatunku narażonego na wyginięcie. Obie tamanduy to gatunki najmniejszej troski.

## W kulturze

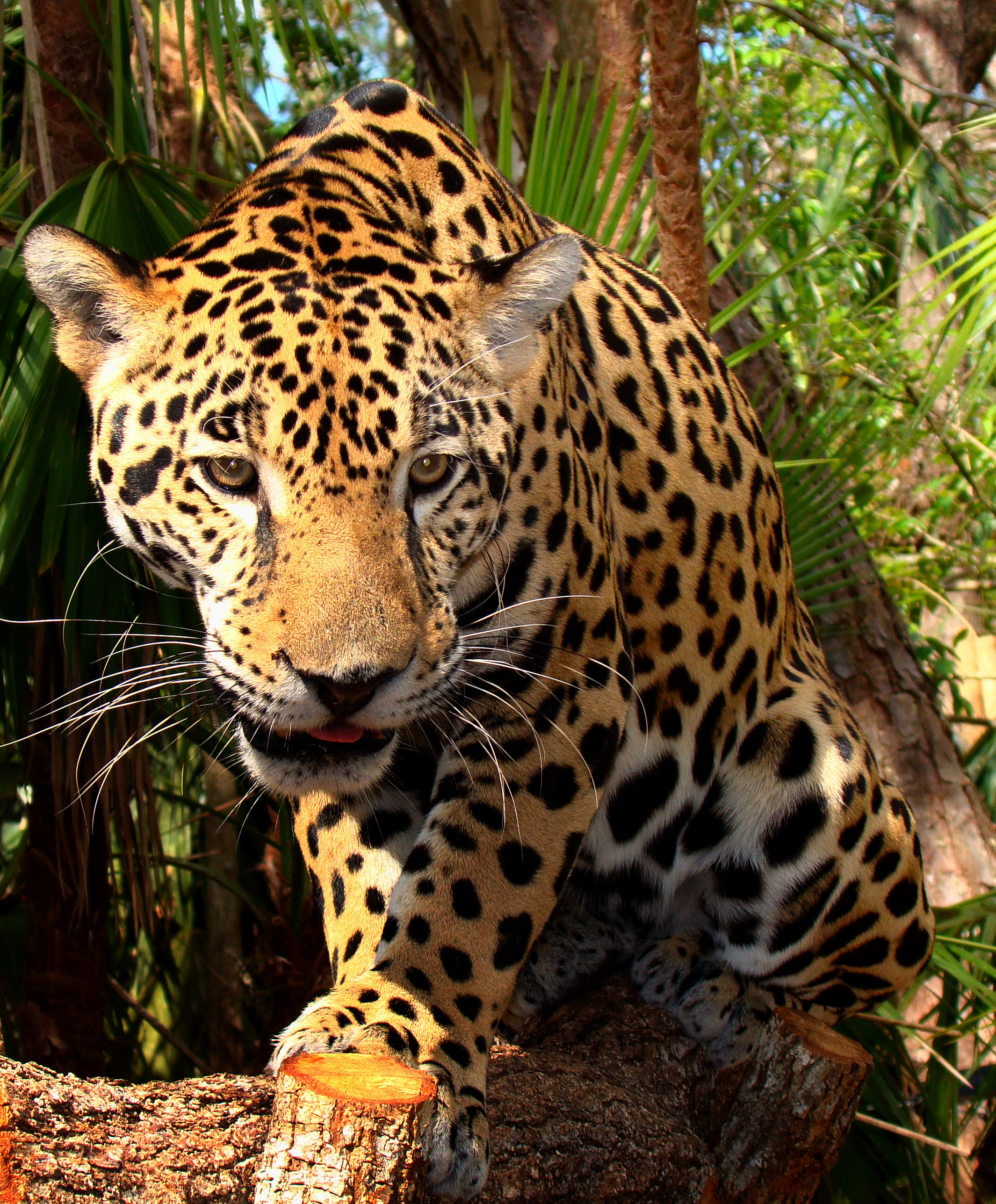
W miejscowej mitologii mrówkojad wielki pokonuje potężnego jaguara

Mrówkojadowate obecne są w kulturze, zwłaszcza mrówkojad wielki o swym charakterystycznym wyglądzie.
W mitologii miejscowej ludności gra on rolę trickstera. Istnieje przesąd, wedle którego mrówkojad wielki mógłby udusić człowieka, wsadzając mu swój długi pysk do ust. Inny pogląd stanowi, jakoby gatunek ten obejmował wyłącznie samice. Jest on rozpowszechniony w okolicy Rio Negro, wśród Tupinamba i Urubu. Z kolei Caingang-Coroado widzą w tych zwierzętach głupich starszych mężczyzn. Desana z północno-zachodniej Amazonii przypisują mrówkojadowi wielką płodność, o czym wnioskują z rozmiaru jego prącia, z drugiej zaś strony podejrzewają go o bezpłodność, zwracając uwagę na jego długi, ale wiotki język. Uważa się też, że zwierzę mogłoby swymi szponami zabić jaguara. Pogląd ten wynika z mitologii, w której jako trickster mrówkojad oszukuje bądź nawet zabija potężnego jaguara. W jednej z opowieści stworzenia te sprzeczały się, które potrafi zabić większość zwierząt. Postanowiły ocenić to, badając swój kał. Jednak mrówkojad oszukał jaguara, zamieniając odchody, kiedy tamten miał zamknięte oczy. Wyśmiał wielkiego kota, który wkrótce potem zmarł ze wstydu. W innej wersji konkurenci stanęli do walki, w której jaguar poniósł śmierć. W innej mrówkojad oszukał jaguara, wskoczył mu na grzbiet i, mimo że wcześniej nazywali siebie wzajem kuzynami, rozplatał mu brzuch swymi pazurami. W jeszcze innej pojedynkowali się, żonglując swymi wyjętymi z oczodołów oczami, ale tylko mrówkojad potrafi następnie umieścić je na miejscu. Tucuna umieścili oba zwierzęta na nieboskłonie, przy czym po zachodzie jaguar znajduje się powyżej mrówkojada, a z postępem nocy wyższe położenie zyskuje ten drugi.
Mit Sherente opowiada o powstaniu mrówkojadów. Szukająca zbierających owoce starszych, bezzębnych już rodziców córka znalazła na miejscu ich pobytu jedynie dwa mrówkojady, zabite potem przez jej męża. Później z ich krwi powstało znacznie więcej mrówkojadów. W końcu starszy mężczyzna wyjaśnił im, że zabite zwierzęta był w rzeczywistości rodzicami dziewczyny. Mrówkojadom poświęcono następnie całą ceremonię, w której z wykorzystaniem przebrań odtwarza się zamordowanie mrówkojadów. W innej opowieści starsze małżeństwo również staje się mrówkojadami, po czym rozdziela się i myśliwi zabijają mężczyznę. W micie Tacana zbierająca owoce starsza kobieta wypowiedziała skargę, że nie może ich zjeść, jako że nie ma już zębów, po czym przemieniła się w mrówkojada. W jeszcze innym mężczyzna został zamieniony w mrówkojada za karę za swe okrutne zachowania. Mrówkojad jest w nim postrzegany jako zwierzę, które włóczy się bez celu, nie ma żony i samotnie zajmuje się potomkiem. Miejscowo wierzy się, że przynosi pecha. Mrówkojadowatych używa się w obrzędach religijnych i ludowej medycynie. Bywają też trzymane jako zwierzęta domowe. Ich amatorzy często usprawiedliwiają się tym, że przygarniane są sieroty po ofiarach wypadków drogowych. Mrówkojady wielkie są też jadane zwłaszcza w caatindze. Z ich skór wytwarza się wyroby skórzane, w tym uprzęże.